# Lambayeque

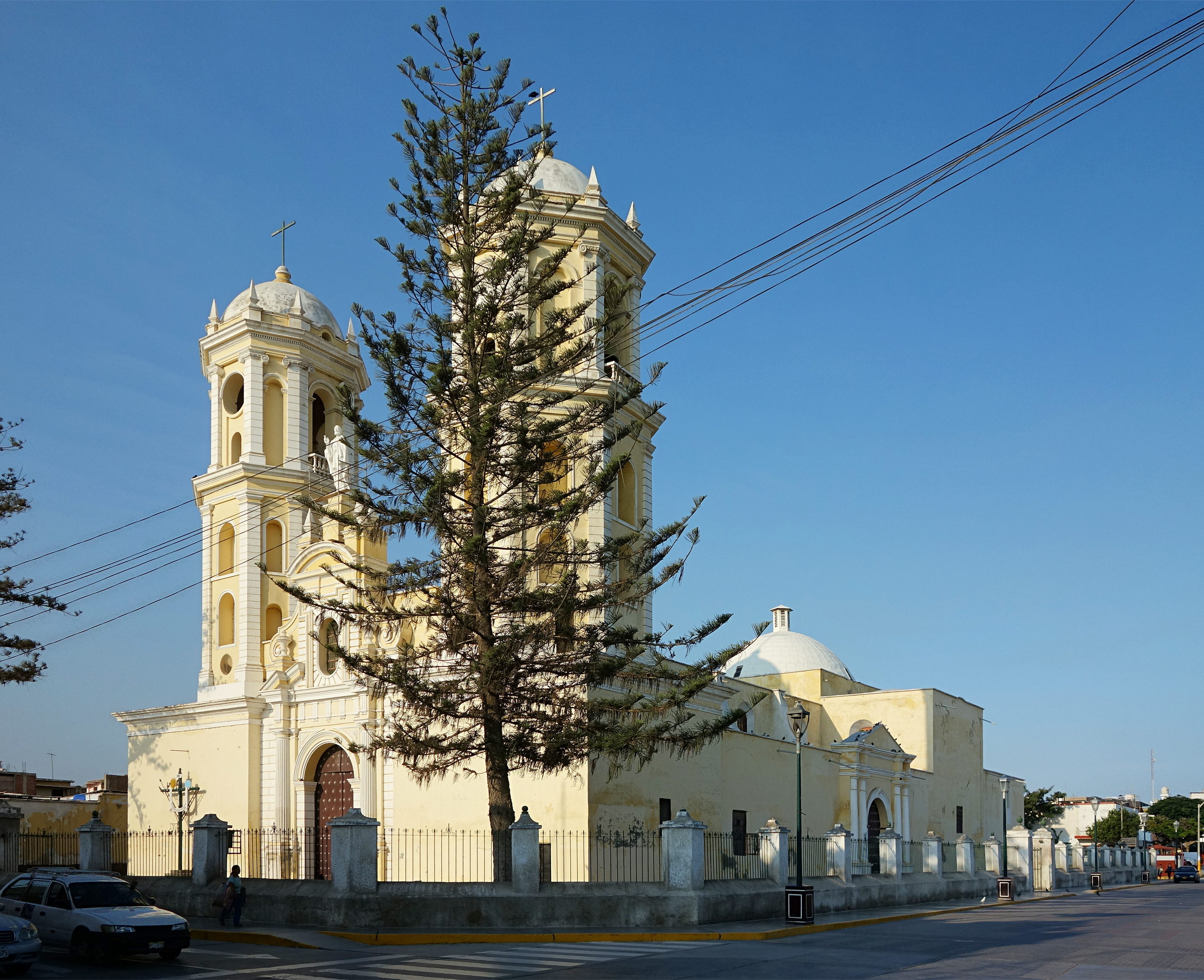
Iglesia San Pedro.

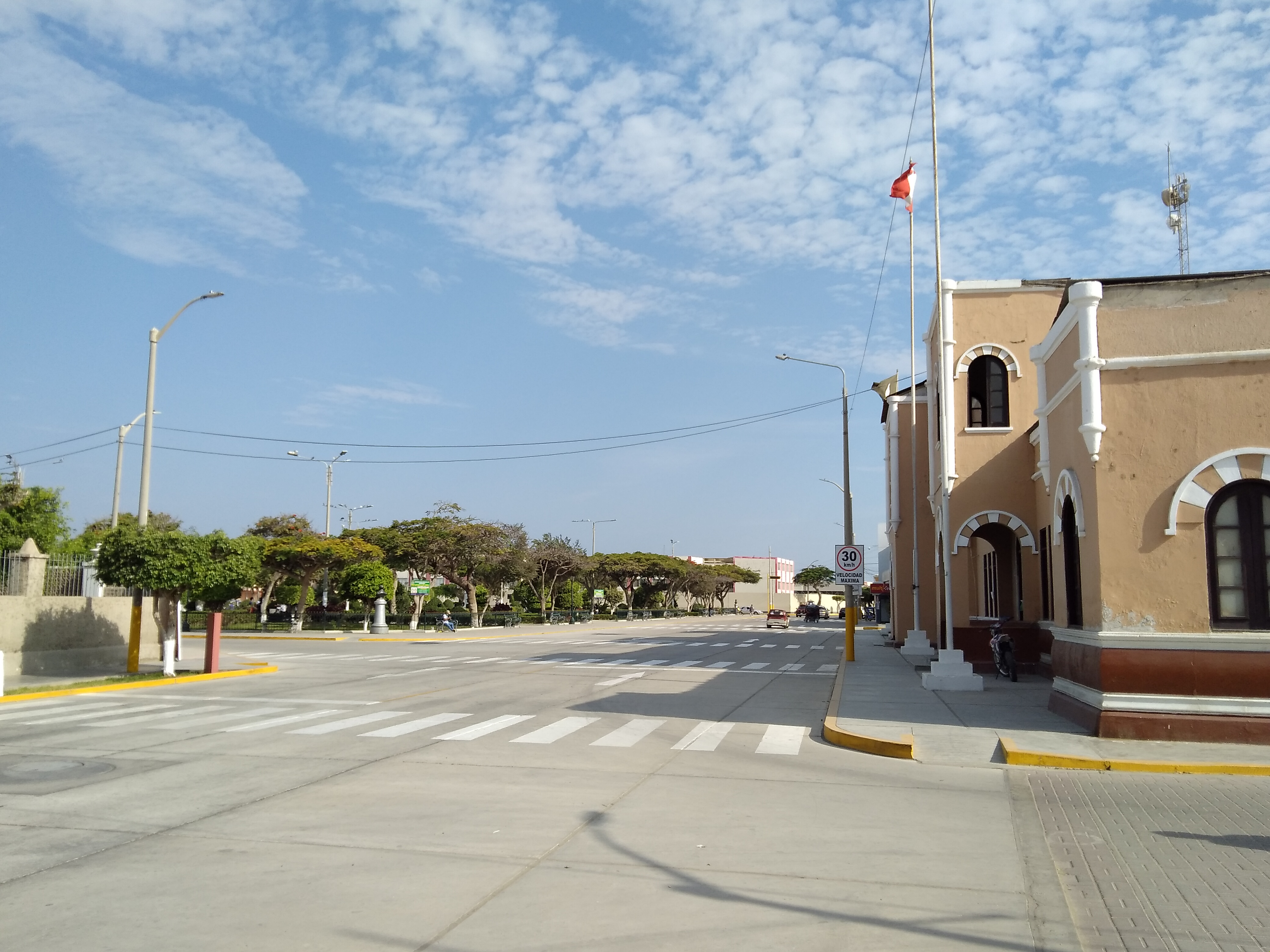
Edificio de la 7.ª Brigada de Infantería y Parque Independencia.

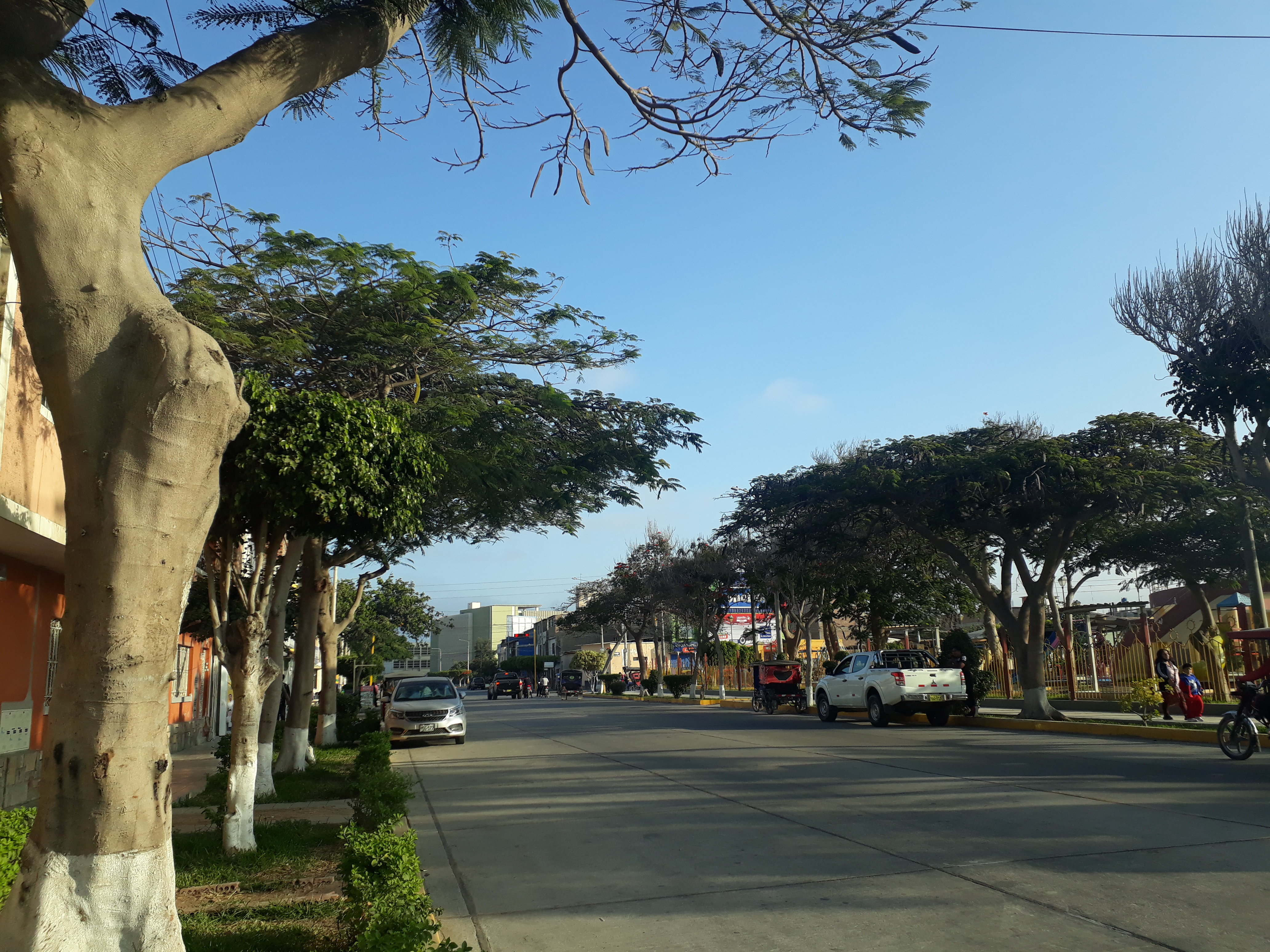
Avenida Huamachuco y Parque Infantil.

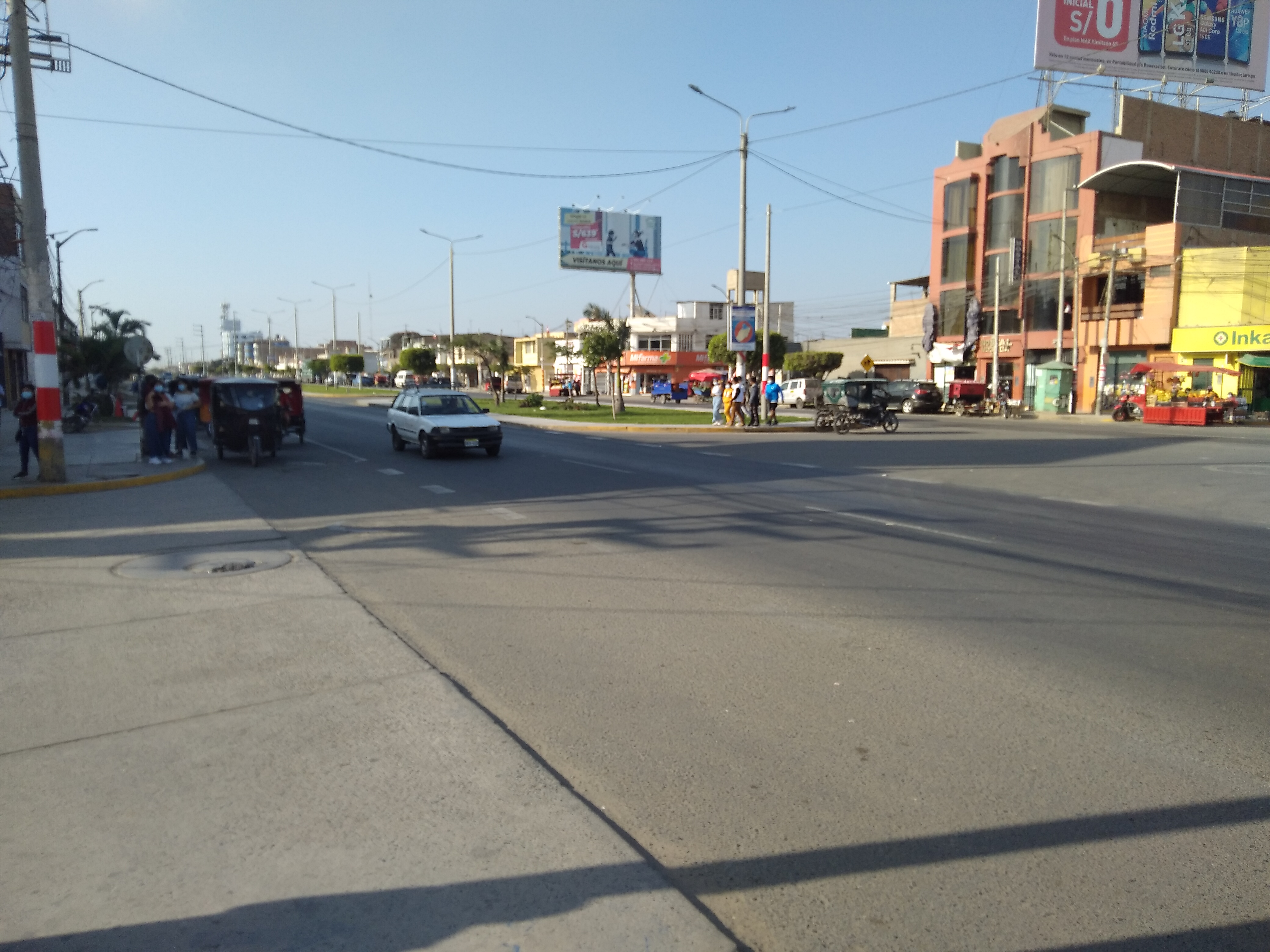
Centro de Lambayeque, sector de mayor movimiento comercial, está atravesado por la Panamericana Norte que la conecta con Chiclayo.

Lambayeque (en mochica colonial: Ñampaxllæc) es una ciudad de la costa norte del Perú y capital del distrito y provincia homónimas, en el departamento de Lambayeque. Es un importante centro comercial, cultural y educativo ya que alberga algunos de los museos más importantes del país como el Museo Tumbas Reales y el Museo Brüning, además de ser la sede de la Universidad Nacional Pedro Ruiz Gallo. Fue fundada en 1553 bajo el nombre de San Pedro de Lambayeque.

## Toponimia
Ubicado en plena zona mochica-hablante, el topónimo parece provenir claramente de esa lengua. En la gramática colonial de esta lengua, Fernando de la Carrera escribe el topónimo como <Ñampaxllæc>, incluyendo las grafías <xll> y <æ> cuya pronunciación original es materia de debate entre los especialistas. Así, Alfredo Torero reconstruía la pronunciación *[ɲampaʎ̝̊ʉk] y Rita Eloranta reconstruye *[ɲampaɬɨk]. Más de doscientos años más tarde, los alemanes Ernst Middendorf, Walter Lehmann y Hans Hinrich Brüning hicieron transcripciones de las pronunciaciones mochicas del topónimo en ese momento. Lehmann y Middendorf transcribieron <Ñampajek ~ Ñanpajek> *[ɲampajek] y Brüning <nyampášik ~ ñampášek ~ nyampášk> *[ɲampaʃ(ɪ)k]. Paralelamente, en castellano el topónimo aparece desde temprano en el siglo XVI con una letra ele inicial, de manera variable como <Lanbayeque ~ Lambaieque ~ Lambayeque> (es decir, con la misma pronunciación que tiene hoy en día).
Han existido diversas propuestas etimológicas para el topónimo Lambayeque. Entre los étimos propuestos se encuentran ñam ‘humo’ (Brüning, Jorge Zevallos Quiñones), allæc ‘curaca’ (Zevallos Quiñones), pallæc ‘pallar (Phaseolus lunatus)’ (Torero, Cerrón-Palomino) o <pášek> ‘vaso para servir chicha’ (Brüning).  Sin embargo, la relación más recurrida entre legos y especialistas ha sido la de relacionar el topónimo con <Yampallec> o <Yanpallec>, el nombre de un ídolo local de piedra verde mencionado por Miguel Cabello de Balboa en su Miscelánea Antártica (1586). De ese modo, los registros escritos marcarían una variación en el segmento inicial del nombre entre un sonido nasal palatal <ñ>, uno aproximante lateral alveolar <l> y una yod <y>. Partiendo de esta relación entre el topónimo y el nombre del ídolo, Eloranta posteriormente ha postulado un análisis a partir del verbo mochica paxll- ‘convertirse en’: de ese modo <Ñampaxllæc> se analizaría como *ñaiñ_paxll-æc (lit. ‘ave_convertirse-nominalizador de agente’) y significaría ‘el/lo que se convierte en ave’.

## Historia

### Época prehispánica
Cuenta la leyenda que en una época remota arribó a las playas de la actual caleta San José, en el Perú, una gran flota de balsas extrañas, tripuladas por un brillante cortejo de guerreros extranjeros, que tenían por jefe a un hombre de gran talento y valor llamado Naylamp, quien fundó esta civilización conocida como Sicán o Lambayeque la cual perduro entre los siglos VII - XIV aproximadamente.
Sus descendientes son los forjadores de la gran cultura lambayeque, forjada en Lambayeque antes que el Imperio Inca y que se desarrolló hasta lograr un notable estado paralelo a la civilización inca y a diferencia de ésta, trasladó su capital a zonas más propicias y estratégicas, estableciendo grandes centros urbanos.
Fueron grandes agricultores y textiles, pero sobre todo maravillosos orfebres, con extraordinarios trabajos en oro. La conquista del territorio que hoy forma Lambayeque a manos de los incas duró casi cuatro décadas, habiendo intervenido para ello Pachacutec, Tupaq Yupanqui y Huayna Cápac sucesivamente.

### Época virreinal
Cuando Francisco Pizarro pasó por el lugar, rumbo aCajamarca, para ultimar la conquista al imperio, quedó admirado al contemplar el oro expuesto en formas de vasijas y utensilios. Durante la época de la colonia se despertó la rivalidad entre los pueblos de Lambayeque y Santiago de Miraflores de Zaña, por la opulencia de este último, despertando inclusive la codicia de los piratas. Un desborde en 1720 inundó Saña y terminó con una floreciente ciudad.
Lambayeque fue fundada en 1553, refiere Ricardo Miranda, probablemente para halagar al cacique Efquempisa, radicado en el lugar, quien fue cordial con los españoles. Desde mediados del siglo XVI su nombre figura en los archivos de época, pero es recién en 1720, donde empieza el esplendor y apogeo de la ciudad, cuando fueron a establecerse allí las nobles familias que dejaron Zaña, después de que esta fuera arrasada por una inundación.

### Época republicana
En este lugar se originó el primer pronunciamiento de la independencia del Perú el 27 de diciembre de 1820. Por ello, en la actualidad, es llamada «Cuna de la libertad del Perú». El 15 de junio de 1822 recibió el título de «Ciudad Generosa y Benemérita», denominación recibida por los auxilios prestados al Ejército Libertador y por el ejemplo que representaba para los demás pueblos del Perú. En la emancipación y la independencia el pueblo lambayecano tuvo como su caudillo al patriota Juan Manuel Iturregui quien propagó las ideas libertarias y ayudó a ingresar armas para dicha causa.
El territorio de Lambayeque fue recortado por disposición de la Junta militar presidida por el General Juan Velasco Alvarado, aunque no fue aceptado por Lambayeque: de este modo, el distrito de Olmos pasó al departamento de Piura, restándole a Lambayeque 1059 kilómetros cuadrados. En 1996 el distrito de Olmos cambió su configuración y la subregión II Lambayeque que a su vez integraba la Región Nor Oriental del Marañón en una línea transversal que dividía Lambayeque de Piura. El gobierno de Alejandro Toledo eliminó las regiones tal como estaban configuradas y se volvió al esquema de departamentos, volviéndolas regiones, y se tomó como partida la demarcación hecha por Juan Velasco Alvarado.
Actualmente Lambayeque es una importante urbe del departamento y del norte del Perú, tiene el carácter franco y amigable de una ciudad provinciana, esta especial característica es por el espíritu de sus ciudadanos. La zona monumental de Lambayeque fue declarada Patrimonio Histórico del Perú el 12 de enero de 1989 mediante el R.J.1/009-89-INC/J.

## Demografía
Según el Directorio Nacional de Centros Poblados, la ciudad cuenta con una población de 60 870 habitantes para el 2017. La población distrital asciende a 71 425, y se estima que sea de 79 845 habitantes para el 2020.

## Política y gobierno

### Administración municipal
Lambayeque, al ser capital de la provincia, se encuentra gobernada por la Municipalidad Provincial de Lambayeque. El alcalde es el jefe de gobierno y de la administración distrital, representando legal, judicial y extrajudicialmente al distrito. El cargo es elegido democráticamente por un periodo de cuatro años.
Desde el primero de enero del 2023, la ciudad se encuentra gobernada por Percy Ramos Puelles. Durante las últimas elecciones regionales y municipales del 2022, la ciudadanía eligió como su próximo alcalde a Ramos, el cual regirá su cuarta gestión municipal por el periodo 2023-2026.

### División administrativa
Lambayeque solo abarca el distrito homónimo. La ciudad limita al norte con el distrito de Mórrope y con el distrito de Mochumí, al este con el distrito de Pueblo Nuevo y el distrito de Ferreñafe, al sur con el distrito de San José, el distrito de Pimentel, el distrito de José Leonardo Ortiz y el distrito de Picsi y al oeste con el Océano Pacífico.
Por otro parte, Lambayeque es la segunda ciudad más grande del departamento de Lambayeque y una de las más importantes de la Macrorregión Norte. Es uno de los doce distritos que conforman el Área Metropolitana de Chiclayo y es la segunda ciudad de mayor tamaño y población de esta misma.
Según datos oficiales del Midagri, en lambayeque se contribuyen con el 12% del 65%(Norte) de la producción regional de caña,  manteniendo alianzas estratégicas con los principales actores del sector agroindustrial .

## Turismo
Lambayeque brinda una amplia oferta turística debido a los dos museos que se encuentran en la ciudad como el Museo Tumbas Reales de Sipán y el Museo Arqueológico Nacional Brüning, siendo ambos destinos turísticos nacionales ya que en su interior exponen la historia de la cultura lambayeque y la cultura mochica. Por otro lado, en el centro de la ciudad encontramos la Iglesia de San Pedro, templo que se impone por sus dos torres, diseño por el cual fue declarada Patrimonio Cultural de la Nación.
Destaca de la ciudad su arquitectura, pues en el Centro Histórico encontramos edificios como la Casa Montjoy, la Casa Descalzi y, ubicada frente a la plaza de armas, la Casa de Augusto B. Leguía, quien fue presidente del Perú durante el Oncenio. Los diversos edificios históricos le han brindado a Lambayeque el título de «Ciudad Evocadora».
En las afueras de la ciudad, cerca de la carretera que conduce a Chiclayo, se encuentra la Reserva Forestal Montes de la Virgen que alberga los últimos ecosistemas de bosque seco ecuatorial con dunas de arena, únicas en el distrito.

## Infraestructura
Los principales parques de la ciudad son la Plaza de Armas, el Parque Independencia y el Parque Infantil, por otro lado las avenidas más transitadas son la avenida Huamachuco y la avenida Ramón Castilla (Panamericana norte).
Asimismo, los mayores recintos deportivos son el Estadio Municipal César Flores Marigorda, el Coliseo Cerrado Eduardo Laca Barreto y el Complejo Deportivo "San Juan Masías".
Por último, los centros educativos más importantes son los siguientes:
- Colegio Secundario Juan Manuel Iturregui.
- Colegio Secundario 27 de Diciembre.
- Colegio Secundario San Martín de Porres.
- Colegio Secundario Sara A. Bullón.
- Universidad Nacional Pedro Ruiz Gallo (UNPRG).

## Personas destacadas
- Augusto B. Leguía, presidente del Perú durante el Oncenio.
- Juan Fanning García, marino y héroe de la Guerra del Pacífico.
- Pascual Saco Oliveros, militar y político.
- Luis Chero Zurita, Arqueólogo, investigador y docente universitario.
- Juan Manuel Iturregui, prócer de la Independencia.
- Elvira García y García, educadora y escritora.
- Justo Figuerola, político.

## Ciudades hermanas
- San José, Perú.
- Chiclayo, Perú.
- Ferreñafe, Perú.

## Ubicación geográfica
| Noroeste: Distrito de Mórrope  | Norte: Distrito de Mochumí                      | Nordeste: Distrito de Pueblo Nuevo |
| Oeste: Océano Pacífico         |                                                 | Este: Distrito de Ferreñafe        |
| Suroeste: Distrito de San José | Sur: Distrito de José Leonardo Ortiz y Pimentel | Sureste: Distrito de Picsi         |